# Опера-антиутопія GAZ
Опера-антиутопія «GAZ» – опера американської режисерки Вірляни Ткач та українських композиторів Романа Григоріва та Іллі Разумейко, створена у 2018-2019 році співпраці з артистами NOVA OPERA  та Yara Arts Group.

## Історія створення
Влітку 2018 року американська режисерка та дослідниця творчості Леся Курбаса Вірляна Ткач звернулась до композиторів Романа Григоріва та Іллі Разумейка із пропозицією створити перформанс на основі легендарної постановки Леся Курбаса «ГАЗ», створеної за драмою «Gas» німецького драматурга Георга Кайзера. Результатом роботи стала опера-перформанс ГАЗ, презентована у Мистецькому арсеналі 11 листопада 2018 року в рамках виставки "Курбас. Нові світи."
Після цього творча грапи почала роботу над повноформатною оперою-антутопією GAZ. Інтенсивні репетиції із артистами NOVA OPERA та австрйським хорегорафом Сімоном Майєром відбулися в травні-червні 2019 року. Світова прем'єра опери відбулась 11 червня 2019 року  в Національному театрі ім. І. Франка в Києві.

## Особливості опери

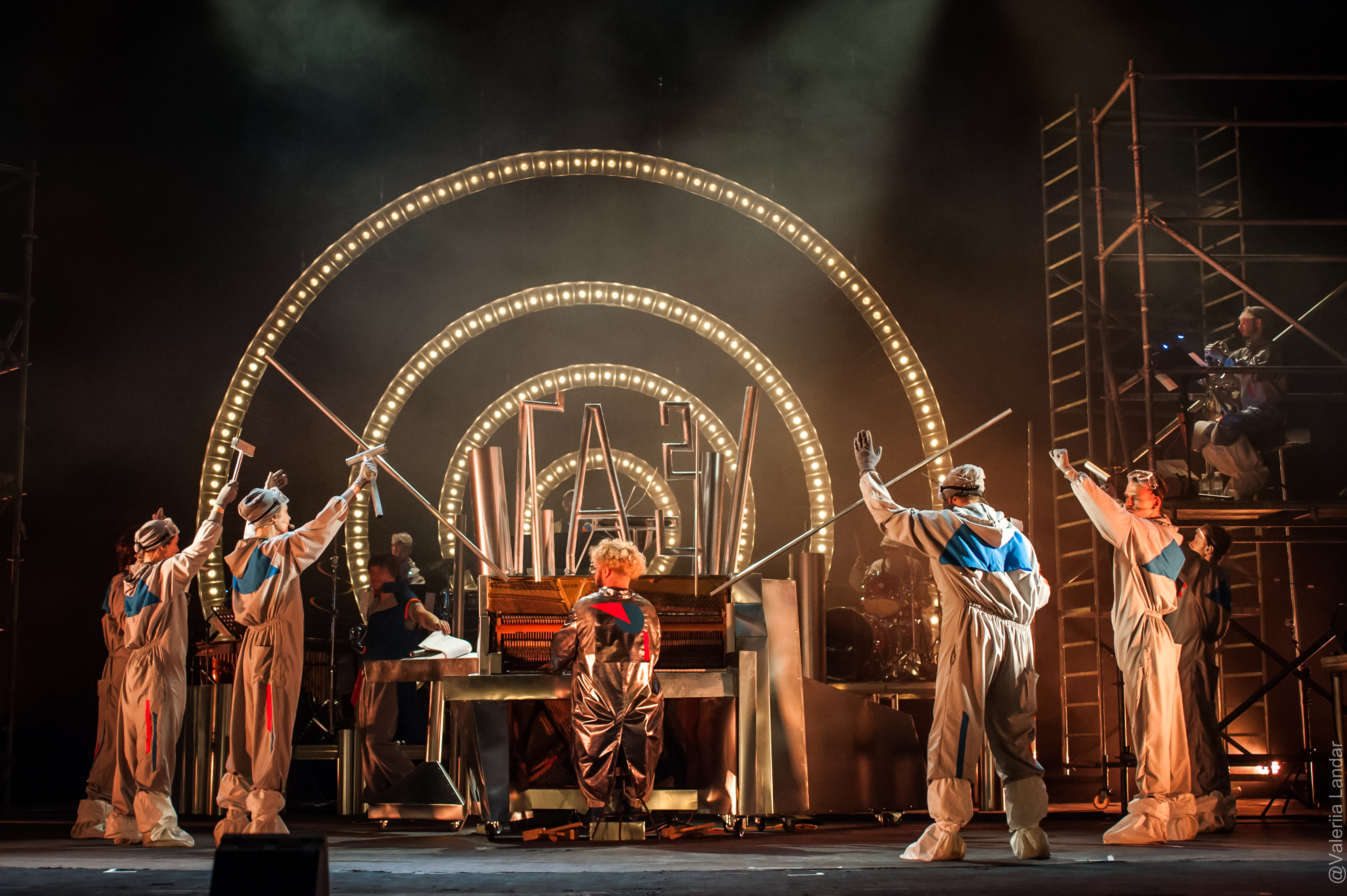
Opera-dystopia GAZ, I ACT.Intermedia-machina, Photo Valeriia Landar

### Перформанс та декорації
Центральним елементом опери є препароване піаніно, яке у фіналі опери у вигляді пост-флюксус перформансу піддається повній деструкції за допомогою кувалди та молотків. В 2018/2019 роках артисти NOVA OPERA деконструювали таким чином шість інструментів (два в Києві, один у Відні і три в Нью-Йорку).
Важливий елемент декорації опери - світлові кола - інсталяція, яка була створена режисеркою Вірляною Ткач та художниками Вальдемартом Клюзко і Євгеном Копйовим як історична копія роботи художника Вадима Меллера до мюзіклу Леся Курбаса "Алло на хвилі 477".

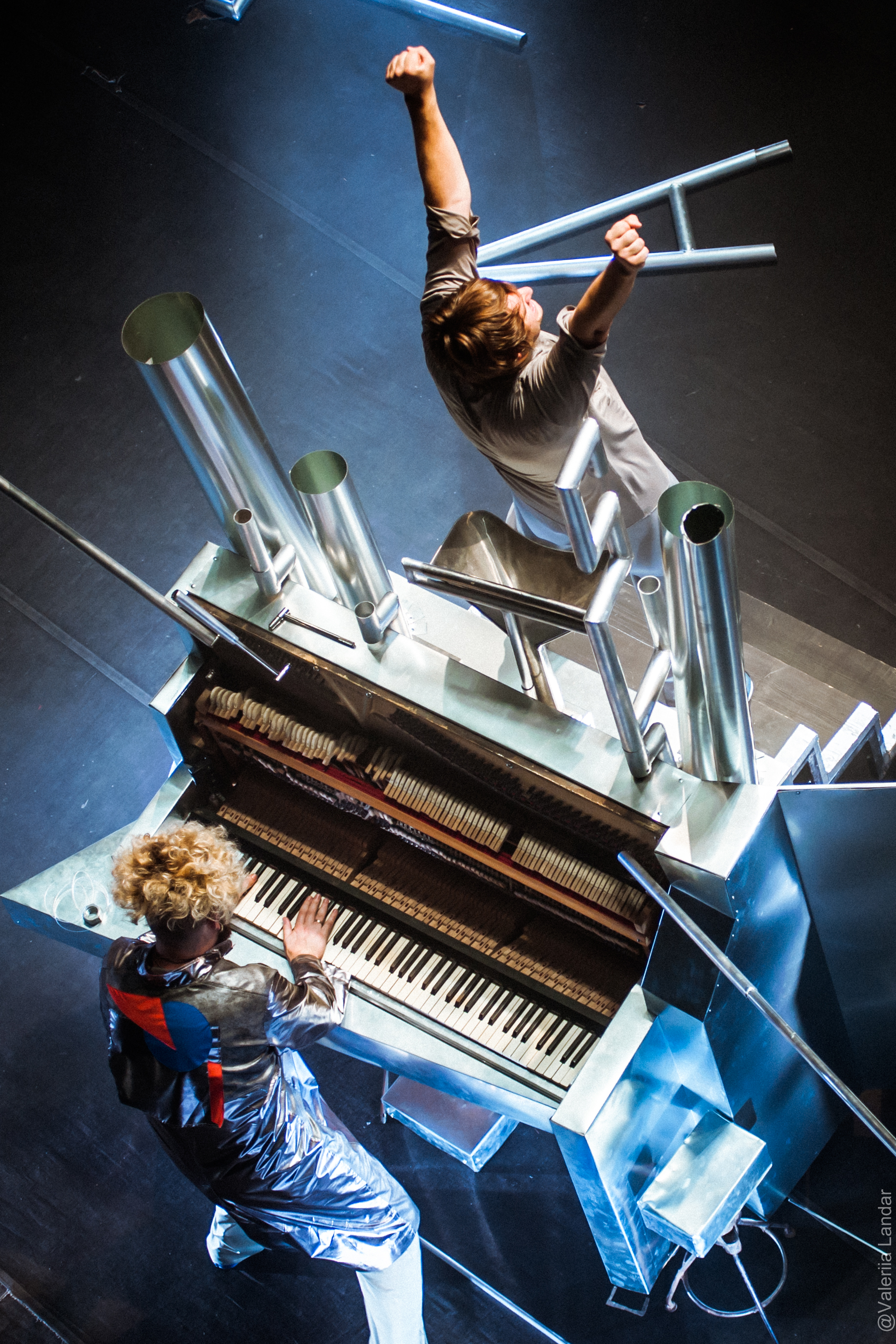
Opera-dystopia GAZ, II ACT.Manifesto, Photo Valeriia Landar

### Творча група
- режисер Вірляна Ткач[7]
- композитори Роман Григорів та Ілля Разумейко[8]
- художник Вальдемарт Клюзко, асистент художника Євген Копйов
- художник по костюмах Тетяна Шерстюк
- медіа-артист Георгій Потопальский, композитор та електронний музикант Данило Перцов
- хореограф Симон Майєр
- художник по світлу Марія Волкова, звукорежисерв В'ячеслав Соболев

### Артистичний склад
Універсальні ролі виконують артисти NOVA OPERA: 
- співаки: Андрій Кошман, Руслан Кірш, Євген Рахманін, Анна Кірш, Мар’яна Головко, Олександра Мельє,
- інструменталісти: Ілля Разумейко, Жанна Марчінська, Андрій Надольський, Айк Егіян, Ігор Бойчук, Олег Недашківський, Сергій Щава та Назар Стець

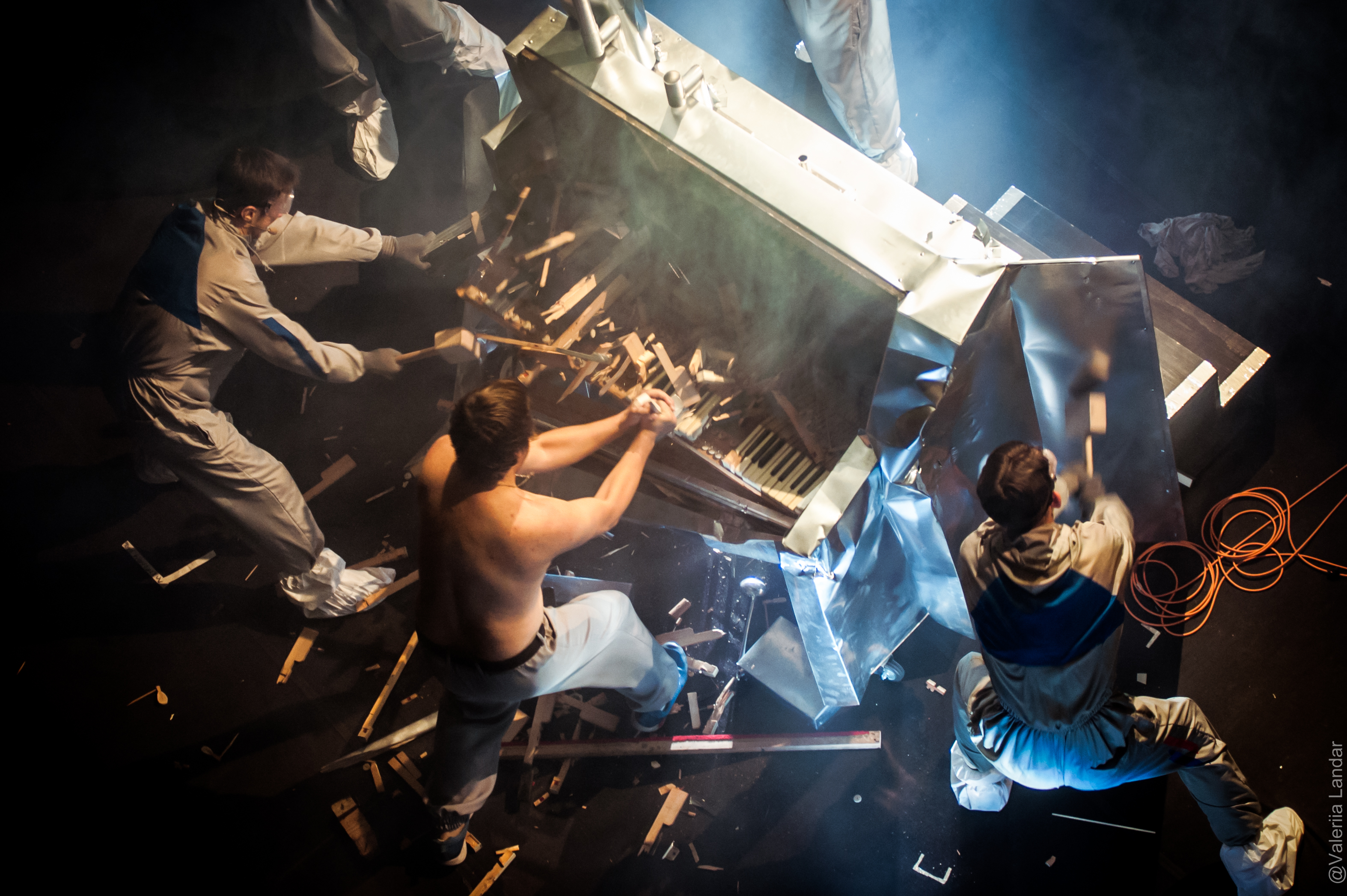
Opera-dystopia GAZ, II ACT.Manifesto, Photo Valeriia Landar

- диригент: Роман Григорів

### Продюсування
- продюсуванням опери в Україні займалися театральний критик Анастасія Гайшенець та  арт-менеджер Ольга Дятел, а також піар-менеджерка Лідія Карпенко
- в Австрії продюсером опери виступив куратор фестивалю Musiktheatertage WIEN Георг Штекер

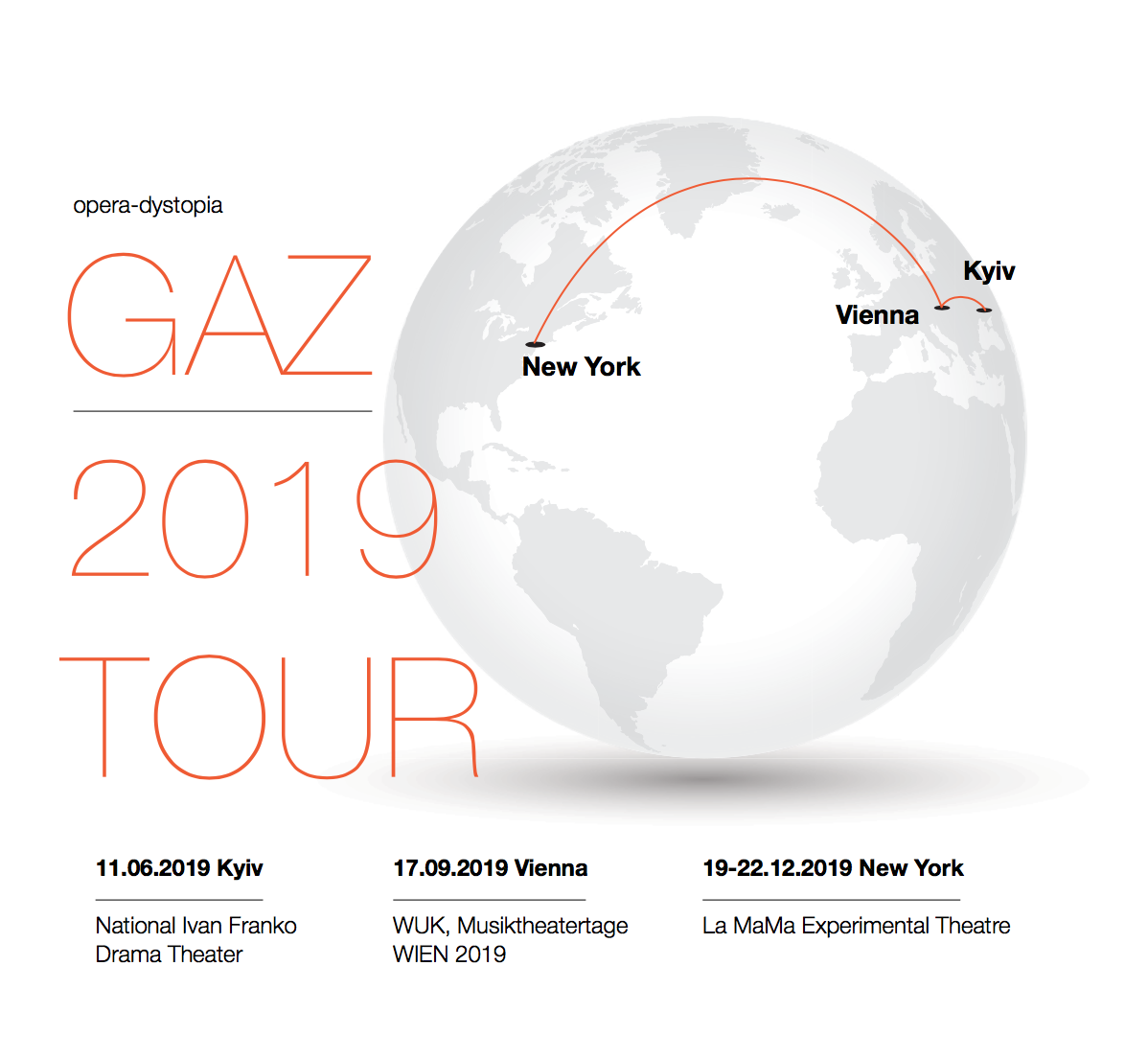
Гастролі опери GAZ в 2019 році

## Гастролі опери  GAZ
| Прем'єра                 | Дата          | Місто    | Локація                              |
| ------------------------ | ------------- | -------- | ------------------------------------ |
| Прем'єра фрагменту опери | 11.11.2018    | Київ     | Мистецький Арсенал                   |
| Світова прем'єра         | 11.06.2019    | Київ     | Національний театр ім. І. Франка     |
| Європейська прем'єра     | 17.09.2019    | Відень   | WUK, фестиваль Musiktheatertage WIEN |
| Американська прем'єра    | 19-22.12.2019 | Нью-Йорк | Експериментальний театр La Mama      |